# Kumba Ialá
Kumba Ialá (Bula, 15 maart 1953 – Bissau, 4 april 2014) was van 2000 tot 2003 president van Guinee-Bissau.
Kumba Ialá werd geboren in een boerenfamilie in de Balantastam in het toenmalige Portugees-Guinea. Hij studeerde theologie en filosofie in Lissabon en was daarna leraar. Na de onafhankelijkheid werd hij lid van de PAIGC, de marxistisch-leninistische regeringspartij.
Toen in 1991 het eenpartijstelsel werd opgeheven, richtte Ialá de Partij voor Sociale Vernieuwing (PRS) op. Bij de daaropvolgende presidentsverkiezingen nam hij het op tegen zittend president Vieira, maar verloor. Pas na de verdrijving van Vieira door het leger in 1999 kwam Ialá bovendrijven als politiek leider. In januari 2000 versloeg hij de kandidaat van de PAIGC, interim-president Malam Bacai Sanhá. Op 17 februari werd hij ingezworen.
De drieënhalve jaar van Ialá's bewind verliepen chaotisch. Met grote regelmaat wisselde hij van ministers, er waren in die jaren bijvoorbeeld vier premiers. Ook in de militaire en ambtelijke top werden voortdurend wijzigingen aangebracht. De economie liep helemaal vast. Eind 2002 ontbond hij het parlement en schreef vervroegde verkiezingen uit, die vervolgens steeds werden uitgesteld. Op 14 september 2003 maakte een staatsgreep een einde aan zijn bewind.
Kumba Ialá bleef zich beschouwen als wettige president, en deed bij alle volgende verkiezingen mee. Hij behaalde meestal een kwart van de stemmen, te weinig om door te dringen tot de tweede ronde. Hij legde zich nooit neer bij de uitslag en sloot zich uiteindelijk aan bij de verliezer van de tweede ronde. In 2008 bekeerde hij zich tot de Islam en in 2014 stierf hij op 61-jarige leeftijd aan een hartkwaal.